# Martin Geissler

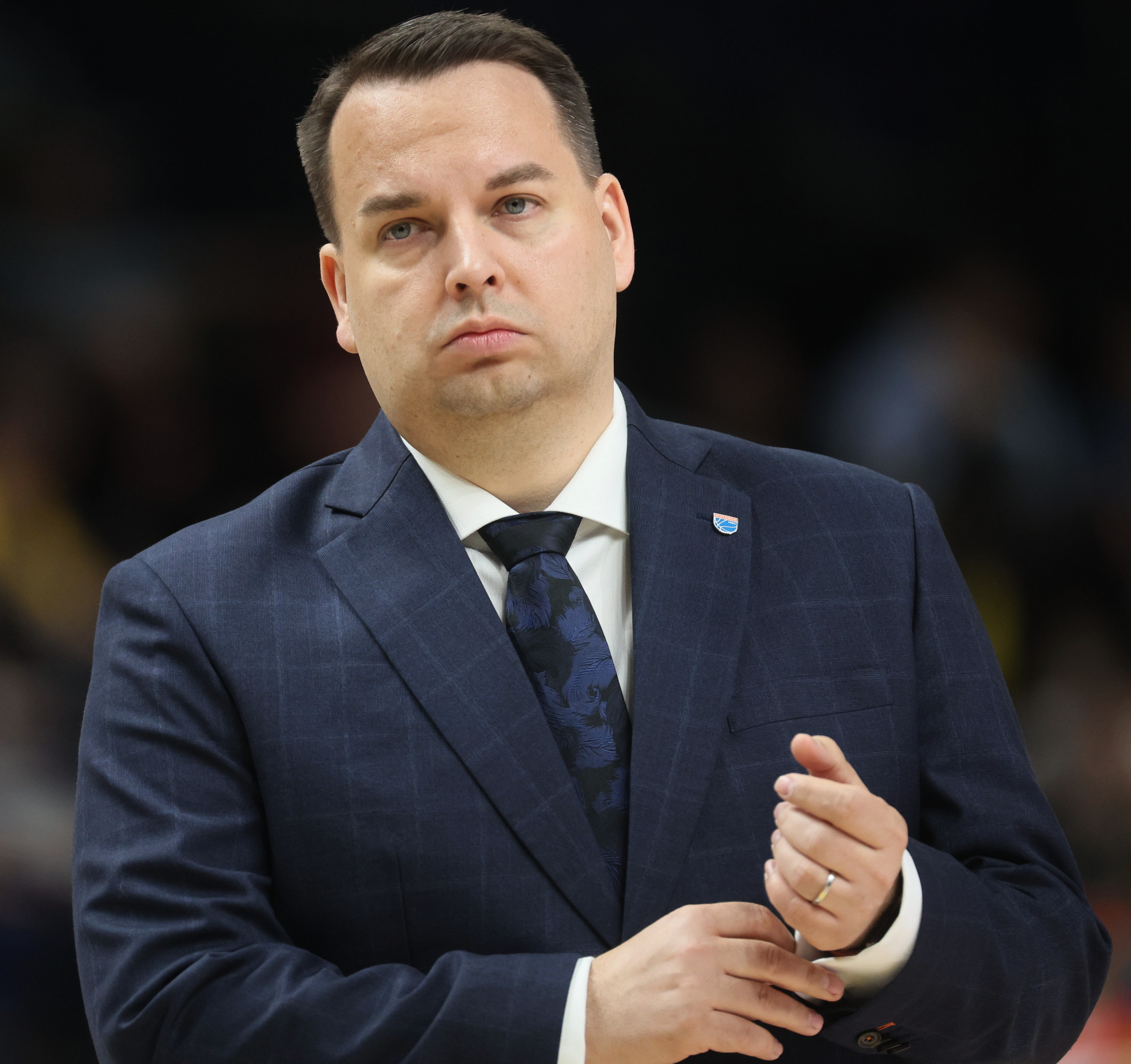
Martin Geissler (2025)

Martin Geissler (* 5. November 1984 in Weißenfels) ist ein deutscher Basketballfunktionär. Er ist geschäftsführender Gesellschafter des Mitteldeutschen BC.

## Laufbahn
Geisslers aktive Basketballlaufbahn beschränkte sich auf Einsätze in der Schulmannschaft des Goethegymnasiums Weißenfels. Durch den Besuch eines Heimspiels des MBC-Vorgängervereins SSV Weißenfels im Jahr 1999 wurde der Kontakt zur Sportart enger, er schrieb anschließend für eine Schülerzeitung sowie örtliche Medien über Basketball und wurde im Alter von 17 Jahren vom damaligen Sportdirektor Ingo Wolf als Pressesprecher zum Mitteldeutschen BC in die Basketball-Bundesliga geholt.
Nach dem Zwangsabstieg des Vereins in die Regionalliga übernahm er 2004 den Managerposten beim MBC. Anfang Dezember 2005 war Geissler im Zweitligaauswärtsspiel bei der SG Braunschweig offiziell über weite Strecken der Begegnung hauptverantwortlicher Trainer des MBC, da Cheftrainer Ari Tammivaara im Laufe des zweiten Viertels der Halle verwiesen worden und Geissler vor dem Spielbeginn als Tammivaaras Stellvertreter auf dem Spielberichtsbogen vermerkt worden war. Die Betreuung und taktische Einstellung übernahm anstatt des offiziell in der Verantwortung stehenden Geissler jedoch der Spieler Will Brand, der zuvor verletzt ausgeschieden war.
2008 wurde er zusätzlich Geschäftsführer der Betreibergesellschaft der Mannschaft (Mitteldeutsche Basketball Marketing GmbH) sowie ab 2016 Mitgesellschafter und geschäftsführender Gesellschafter der GmbH. Zu seinen Aufgaben gehören neben sportlichen Entscheidungen (Zusammenstellung von Mannschaft und Trainerstab) auch die Liga- und Verbandsarbeit. 2022 einigte er sich mit den Verantwortlichen der Gisa Lions SV Halle auf eine Eingliederung des Damen-Bundesligisten in die Mitteldeutsche Basketball Marketing GmbH zum 1. Juli 2022. Im September 2022 übernahm Geissler nach dem Ausstieg von Elke Simon-Kuch die alleinige Geschäftsführung der MBC-Betreibergesellschaft.
Im Mai 2024 wurde Geissler in den Aufsichtsrat der Arbeitsgemeinschaft 1. Damenbasketball Bundesligen e.V. gewählt und erhielt unmittelbar danach den Vorsitz in dem Gremium. Im Februar 2025 wurde in Weißenfels das Schlussturnier des deutschen Pokalwettbewerbs ausgetragen, bei dem die MBC-Herren den Titel gewannen, was als Sensation sowie als Krönung von Geisslers seit Anfang der 2000er Jahre bei dem Verein geleisteter Arbeit eingestuft wurde. Im Juni 2025 kündigte Geissler an, sich am Ende des Jahres 2025 als MBC-Geschäftsführer zurückzuziehen, um sich einer anderen beruflichen Tätigkeit zu widmen.